# Abramová
Abramová – wieś i gmina (obec) w powiecie Turčianske Teplice, kraju żylińskim, w północno-centralnej Słowacji. Znajduje się na wzniesieniu w Kotlinie Turczańskiej. Wieś wzmiankowana po raz pierwszy w roku 1400 pod nazwą Villa Abraham.

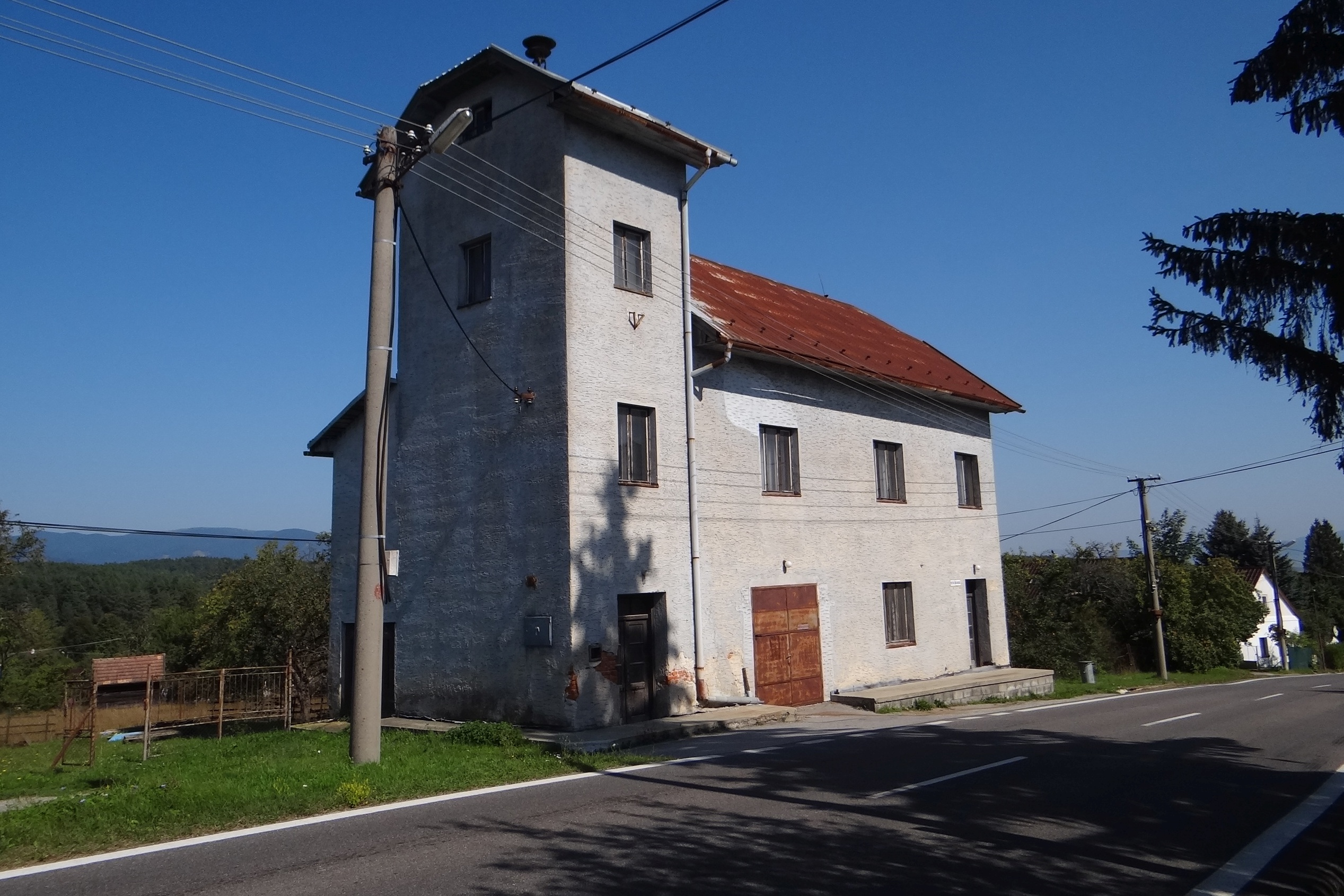
Biblioteka

Do Abramovej należy także Polerieka położona w dolinie potoku o tej samej nazwie) oraz Laclavá z kościołem św. Kosmy i Damiana.